# 溴化氢
溴化氢是化学式为HBr的二元化合物，标准情况下为气体。溴化氢溶于水得到氢溴酸，氢溴酸中加入脱水剂也可得到溴化氢。

## 性质
标准情况下，溴化氫是不可燃气体，带有酸味，在潮湿空气中发烟。溴化氫可溶于水生成氢溴酸，室温下饱和溶液的浓度为68.85%（质量比），恒沸混合物中含47.38%质量的溴化氫，恒沸混合物沸点126°C。氢溴酸几乎完全离解为H+和Br−。

## 用途
HBr在化学合成中有很多应用。例如，可由它与醇反应来制取溴代烃：
ROH + HBr → R+OH2 + Br– → RBr + H2O
HBr与烯烃加成得到溴代烃：
RCH=CH2 + HBr → RCH(Br)–CH3
如在過氧化物的存在下進行此反應，則不遵循馬氏規則。
HBr与炔烃加成得到溴代烯烃，产物为反式：
RC≡CH + HBr → RCH(Br)=CH2
继续反应得到偕二溴代烷，遵循马氏规则：
RC(Br)=CH2 + HBr → RC(Br2)–CH3
此外，HBr也可用于环氧化合物和内酯的开环合成溴缩醛，以及很多有机反应的催化剂。

## 工业制取
与氯化氢和盐酸不同的是，工业上，溴化氢与氢溴酸并非大量需求的化学品，并且是通过200-400°C和铂或石棉催化下，氢气与溴反应制取的。

## 实验室制备
实验室中可通过很多方法制备HBr。一种是用硫酸和NaBr反应：
NaBr(s) + H2SO4(aq) → NaHSO4(s) + HBr(g)
但该法产率不高，生成的HBr会被硫酸氧化为溴：
2HBr(g) + H2SO4(aq) → Br2(g) + SO2(g) + 2H2O(l)
因此常选用非氧化性酸，如磷酸或乙酸作为反应物。
或者可以通过四氢化萘的溴化来制备：
C10H12 + 4Br2 → C10H8Br4 + 4HBr(g)
亦用苯酚与浓溴水反应制取:
C6H5OH+3Br2→C6H2Br3OH(三溴苯酚)+3HBr
干燥的HBr气体可以方便的由有机羧酸同LiBr在高温条件(>150 oC)下反应得到，然后通过氮气流将HBr带出。
但需要注意的是，LiBr极易吸水，需要使用无水LiBr。如
PhCOOH + LiBr → PhCOOLi + HBr↑
纯净氢气与溴在铂催化下反应：
Br2 + H2 → 2HBr(g)
用亚磷酸还原溴：
Br2 + H3PO3 + H2O → H3PO4(s) + 2HBr(g)
少量无水溴化氢还可由溴化三苯基鏻在二甲苯中回流分解制得。
以上方法得到的HBr常含有Br2杂质，可通过使其与Cu或苯酚反应除去。